# サンタガーピト
サンタガーピト（イタリア語: Sant'Agapito）は、イタリア共和国モリーゼ州イゼルニア県にある、人口約1,500人の基礎自治体（コムーネ）。

## 地理

### 位置・広がり

#### 隣接コムーネ
隣接するコムーネは以下の通り。
- イゼルニア
- ロンガーノ
- マッキア・ディゼルニア
- モンテロドゥーニ

## 行政

### 分離集落
サンタガーピトには、以下の分離集落（フラツィオーネ）がある。
- Colannoni, Coriemano, Pietradonata, Scalo Ferroviario, Temennotte.